# MamboLosco
Pour les articles homonymes, voir Hickman.
MamboLosco, de son vrai nom William Miller Hickman III, né le 16 août 1991 à Vicence, est un rappeur italo-américain.

## Biographie
MamboLosco naît en 1991 d'un père militaire américain et d'une mère italienne originaire de Brindisi. Il écrit son premier texte à l'âge de treize ans, mais débute réellement sa carrière musicale en 2017, année de la fondation du collectif vicentin Sugo Gang. La même année, il accède à la notoriété avec la sortie du single Guarda Come Flexo.
En 2018, MamboLosco figure comme artiste invité sur le titre Expensive, issu de l'album Trap Lovers du Dark Polo Gang, le faisant bénéficier ainsi d'une audience plus large. Plus tard dans l'année, il publie Guarda Come Flexo 2.
En 2019, le rappeur dévoile les singles Bingo, puis Arcobaleno, avant de sortir son premier album studio intitulé Arte le 13 septembre. L'album atteint la 3e place du Top Albums italien la semaine suivant la sortie du projet. En novembre 2020, l'album est certifié disque d'or, et Twerk, single en collaboration avec Boro Boro issu de ce projet, se voit certifié single de platine.
Le 3 juillet 2020, MamboLosco et Boro Boro sortent l'EP collaboratif Caldo,, lequel atteint la 4e place du Top Albums national la semaine de sa sortie. Le mois suivant sort le clip vidéo de Fallo, single majeur du projet.

## Discographie

### Singles
- 2017 : Come se fosse normale (featuring Nashley)
- 2017 : Me Io Sento (featuring Nashley)
- 2017 : Guarda Come Flexo (featuring Edo Fendy)
- 2017 : 420 (featuring Nashley & Edo Fendy)
- 2017 : Piano Piano Way (featuring Nashley)
- 2018 : Guarda Come Flexo 2
- 2019 : BINGO
- 2019 : Arcobaleno
- 2019 : Lento (avec Boro Boro)
- 2020 : Il Passo (featuring Nardi & Samurai Jay)
- 2021 : SKUSKU (featuring Pyrex)
- 2022 : #SI (featuring Tony Effe)

### Collaborations
- 2018 : Dark Polo Gang feat. MamboLosco - Expensive
- 2018 : Luscià feat. MamboLosco - Gas
- 2019 : Highsnob feat. MamboLosco - 23 coltellate
- 2019 : Lil Random feat. MamboLosco - Notte da leoni
- 2020 : Dark Polo Gang feat. MamboLosco - 4L
- 2020 : Malcky G feat. MamboLosco - WAVY
- 2020 : Niko Pandetta feat. Boro Boro & MamboLosco - Andale
- 2020 : Vegas Jones (it) feat. MamboLosco & 6amcotoletta - CHARLINE
- 2021 : Malerba feat. MamboLosco - NO GOOD
- 2021 : Rosa Chemical feat. MamboLosco & Radical - britney ;-)
- 2021 : Slings feat. MamboLosco - ONLYFANS
- 2021 : ODT feat. MamboLosco - Mazzette
- 2021 : Diss Gacha feat. MamboLosco & ODT - Ballas Rmx
- 2022 : Niko Pandetta feat. MamboLosco - 123
- 2022 : Wayne Santana feat. MamboLosco - Euro
- 2022 : Zarathustra feat. MamboLosco & Bobby Ginger - 20 tapas
- 2022 : Blake Religion feat. MamboLosco - Occhi su di me
- 2022 : Slings feat. MamboLosco - Thick